# Gubbio
Gubbio é uma comuna italiana da região da Umbria, província de Perugia, com cerca de 30.453 habitantes. Estende-se por uma área de 525 km², tendo uma densidade populacional de 58 hab/km². Faz fronteira com Cagli (PU), Cantiano (PU), Costacciaro, Fossato di Vico, Gualdo Tadino, Perugia, Pietralunga, Scheggia e Pascelupo, Sigillo, Umbertide, Valfabbrica.
A origem de Gubbio é muito antiga, e suas colinas já estavam ocupadas na Idade do Bronze. Com o nome de Ikuvium foi uma cidade importante dos umbros, em tempos pré-romanos, tornada famosa pela descoberta das Tabulae Eugubinae, um conjunto de tábuas de bronze que constituem o maior texto sobrevivente na língua umbra. Depois da conquista romana, no século II a.C. ela manteve seu nome como Igúvio (em latim: Iguvium) e sua importância, como atesta o seu teatro romano, o segundo maior do mundo ainda existente.
Gubbio se tornou muito poderosa no início da Idade Média. Os séculos seguintes foram bastante turbulentos, e Gubbio esteve envolvida em guerras contra as cidades vizinhas. Uma dessas guerras viu a intervenção milagrosa de seu bispo, Santo Ubaldo, que obteve uma vitória esmagadora para Gubbio em 1151, seguindo-se um período de prosperidade. Em 1350 Giovanni Gabrielli, conde de Borgovalle, um membro da família nobre mais proeminente de Gubbio, tomou o poder e tornou-se senhor de Gubbio. No entanto seu reinado foi curto, e ele foi forçado a entregar a cidade ao cardeal Albornoz, que representava a Igreja, em 1354. Alguns anos mais tarde Gabriello Gabrielli, bispo de Gubbio, proclamou-se o senhor da cidade. Traído por um grupo de nobres que incluía muitos de seus parentes, o bispo foi forçado a deixar a cidade e procurar refúgio no seu castelo em Cantiano.
Com o declínio do prestígio político da família Gabrielli, Gubbio foi posteriormente incorporada aos territórios de Guidobaldo de Montefeltro, que reconstruiu o Palazzo Ducale, incorporando nele um studiolo revestido de marchetaria como havia feito com seu studiolo em Urbino. A famosa produção de majólica em Gubbio atingiu o seu apogeu na primeira metade do século XVI. Gubbio se tornou parte dos Estados Pontifícios em 1631. Em 1860 foi incorporada ao Reino de Itália junto com o resto dos Estados Pontifícios.
Gubbio é mais conhecida por seu festival da Corsa dei Ceri, uma espetacular corrida realizada todos os anos em 15 de maio, em que três equipes, dedicadas a Santo Ubaldo (o santo padroeiro de Gubbio), São Jorge e Santo Antônio, vestidas com as cores da cada patrono, percorrem as ruas entre uma multidão de entusiastas, cada uma carregando uma estátua de seu santo montada sobre um prisma octogonal de madeira, semelhante a uma forma de ampulheta, com 4 metros de altura e pesando cerca de 280 kg. A corrida tem fortes associações devocionais, cívicas e históricas e é uma das manifestações folclóricas mais conhecidas na Itália.

## Demografia
| Variação demográfica do município entre 1861 e 2011                               |
|                                                                                   |
| Fonte: Istituto Nazionale di Statistica (ISTAT) - Elaboração gráfica da Wikipedia |